# 麗紅

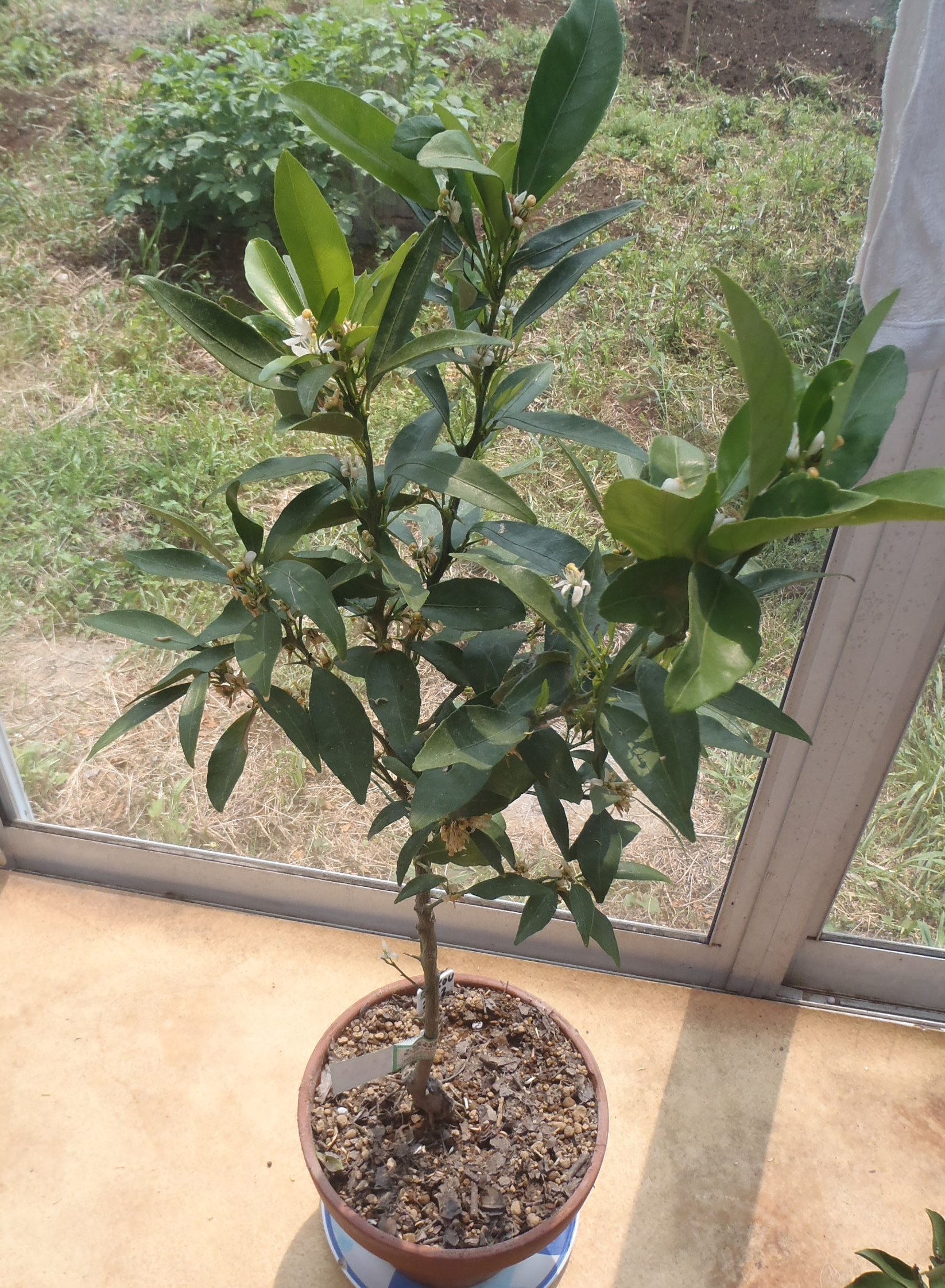
鉢植えの「麗紅」の木

麗紅（れいこう）は、ミカン科の常緑樹で柑橘類であり、タンゴール類の一種である。

## 概要
1984年に農研機構（旧農林水産省果樹試験場）において、タンゴールの「清見」と「アンコールNo.5」を掛け合せたものに、タンゼロ「マーコットNo.3」を交配し、育成された中生のタンゴールであり、2005年12月に品種登録された。（系統は異なるが同じ交配パターンで別の品種として登録された柑橘として「せとか」がある。）麗紅の中でも、樹上で長く実らせ更に貯蔵を行い酸度を抜く栽培法を行ったのが、はまさきである（品種名ではなく、佐賀県JAからつの商標）。

## 特徴
花粉が無く他品種の花粉により受粉されなければ、無核（種無し）となる（近くに同時期に開花する柑橘類があると種子が入りやすくなる）。トゲは多いが樹齢とともに減少する。収穫期は1月中下旬で「清見」「せとか」より早熟である。果実は扁円形で200~300 グラム程度、タンゴールタイプとしては比較的大玉である。果面はなめらかで美しく、果皮は非常に薄く色も赤橙色を呈している。じょうのう膜はやや厚いが、果汁が多くオレンジ、マーコット香の混合したような芳香があり食味は良好である。浮き皮や裂果の発生も少ないが2月を過ぎると浮き皮が発生しやすくなるので、収穫が遅くなりすぎないように注意が必要である。
日本における2010年の収穫量は270 トンであり、そのうち約60%が佐賀県で生産されている。